# 上瓦ケ町
- 上瓦ヶ町

上瓦ケ町（かみかわらけちょう）は、江戸期から現在にかけての青森県弘前市の地名。郵便番号は036-8013。2017年6月1日現在の人口は16人、世帯数は12世帯。

## 地理
弘前城の南東部、代官町の裏手に位置し、町域の北部は北瓦ケ町、北東部から南部にかけて代官町、南西部は土手町、北西部は南瓦ケ町・中瓦ケ町に接する。

## 歴史

### 沿革
- 慶安2年 - 弘前古御絵図では町割りはされていないが、近辺に瓦屋が二軒あり、周囲の中・南・北瓦ケ町に対すると考えられる。
- 江戸期 - 弘前城下の一町。
- 1889年（明治22年） - 弘前市に所属。
- 1923年（大正12年） - 町の西側に弘前和洋裁縫女学校が開校。
- 1944年（昭和19年） - 柴田女子実業学校となる。
- 1948年（昭和23年） - 柴田女子高等学校となると同時に富田町の旧第8師団野砲隊兵舎跡地へ移転。
- 1950年（昭和25年） - 東北女子短期大学開校。
- 1960年（昭和35年） - 短期大学・東北栄養専門学校・柴田中学校が火事により焼失。その後短期大学・専門学校が新築される。

### 地名の由来
付近に瓦屋があったことから。

## 施設

### 教育
- 学校法人柴田学園

柴田学園短大校舎
- 柴田学園大学短期大学部

### 医療
- 赤石歯科医院
- 吉岡歯科医院
- 松野整形外科
- 松野歯科医院

## 小・中学校の学区
市立小・中学校に通う場合、学区は以下の通りとなる。
| 大字     | 番地 | 小学校             | 中学校             |
| -------- | ---- | ------------------ | ------------------ |
| 上瓦ケ町 | 全域 | 弘前市立大成小学校 | 弘前市立第三中学校 |

## 交通
- 弘南バス
  - 南瓦ヶ町（ためのぶ号 津軽藩ねぷた村経由 - りんご公園線）停留所。
    - 最寄だが、夏季（4月～11月）のみの運行で、4往復のみの運行である。

  - 中土手町（土手町循環100円バス、他）停留所。
  - 上代官町、中央通り一丁目（弘前駅 - 小栗山線、他）停留所。
    - 若干離れるが、本数は多い。